# Moi dix Mois
Moi dix Mois (モワデイスモワ) est un groupe de visual kei et metal gothique japonais. Il est formé le 19 mars 2002 par Mana, l'ancien leader de Malice Mizer. Il avait pour chanteur Juka, qui quitte le groupe au mois d'avril 2005. Depuis, il est remplacé par Seth. La musique du groupe allie divers instruments : clavecin, piano, violon, orgue, guitares, basse et batterie.

## Biographie
Formé par Mana le 19 mars 2002, le groupe est doté d'une image originale, mêlant romantisme et baroque. L'emblème du groupe est le chiffre 10. On retrouve ce chiffre également dans plusieurs titres (La dix croix, Dix est infini, L'intérieur dix, etc.). Ce chiffre est en fait composé du 1 (qui symbolise le commencement) et du 0 (l'infini ou le néant). Dans Moi dix Mois, le M de « Moi » rappelle la première lettre du pseudonyme Mana (et « Moi » permet de signaler qu'il s'agit du projet musical personnel de Mana). 10 est également le nombre de mois qui sépare la fin de Malice Mizer et la formation de Moi dix Mois ainsi que la période de gestation chez la femme (les Japonais comptent en mois lunaires pour la gestation). Visuellement, le groupe adopte le style Elegant Gothic Lolita Aristocrat avec des influences Batcave. Ce sont des ensembles très sombres, tout en étant « mignon », tel que le défini Mana qui a mis le look Gothic Lolita à son apogée. Les vêtements proviennent de Moi-même-Moitié, la ligne de vêtements et magasin créés par Mana.
Moi dix mois passe pour la troisième fois en France le 27 octobre 2007 à l'Élysée Montmartre à Paris. Le concert a été entièrement filmé et est sur le DVD de la tournée Dixanadu Fated Raison d'être. Le 27 décembre 2008, Moi dix Mois organise le Dis Inferno Vol.VI ~Last Year Party~, où ils jouent en session avec le guitariste de Malice Mizer, Közi. Ils jouent à l'Anime Expo 2009, le 2 juillet au Los Angeles Convention Center, en Amérique du Nord. Au V-Rock Festival, le 24 octobre 2009, Moi dix Mois deux nouvelles chansons, Dead Scape et The Sect, et une nouvelle version de The Prophet.
En juillet 2010, ils font une autre tournée avec Közi, intitulée Deep Sanctuary II, cette fois avec le bassiste de Malice Mizer, Yu~ki, au Akasaka Blitz le 17. Mana annonce sur son blog que le groupe serait de retour avec un nouvel album, D+SECT (phonétiquement Dissect) qui sortira le 15 décembre 2010. Le 27 août 2011, Mana annonce la participation de Moi dix Mois à une compilation pour célébrer leur dixième anniversaire. L'album, intitulé Reprise, est publié le 11 juillet 2012 et comprend la chanson Je l'aime. Le 7 avril 2012, Moi dix Mois joue au Sakura-Con à Seattle, Washington.
Le 19 mai 2014, le groupe annonce le décès de K, chanteur et guitariste, dans des circonstances encore inexpliquées. Il aurait été retrouvé chez lui, inanimé, par des proches. Les sites japonais évoquent un possible accident cardiaque,. Son replaçant, Ryux (ex-Omega Dripp), est annoncé par Mana le 3 décembre.

## Style musical
Leur musique est définie comme du visual kei mais on retrouve énormément d'influences de heavy metal : guitares en distorsion, double grosse caisse, voix de death metal (Shadow X)... On retrouve aussi beaucoup d'influences gothique aussi bien dans le style que dans l'esprit du groupe ou même dans leurs décors sur scène.

## Membres

### Membres actuels
- Mana - guitare, composition, claviers, production
- Seth - chant
- Sugiya - basse
- Hayato - batterie
- Ryux - Guitare

### Anciens membres
- K - guitare, chant (décédé le 19 mai 2014)
- Juka - chant
- Kazuno - basse
- Tohru - batterie
- Shadow X (Death Voice)

## Discographie

### DVD
- Dix infernal ~Scars of sabbath~ (16 décembre 2003)
- Invite to Immorality ~Moi dix Mois Europe Live Tour 2005~ (27 juillet 2005)
- Fated ~Raison d'être~ (30 janvier 2008)